# Mallophora coeruleiventris
Mallophora coeruleiventris är en tvåvingeart som beskrevs av Thomson 1869. Mallophora coeruleiventris ingår i släktet Mallophora och familjen rovflugor.
Artens utbredningsområde är Peru. Inga underarter finns listade i Catalogue of Life.